# Adolf Frey
Adolf Frey (18. februar 1855 i Aarau – 12. februar 1920 i Zürich) var en schweizisk forfatter og
litteraturhistoriker, søn af Jakob Frey, kendt som novellist.
Frey var først lærer i sin fødeby og blev 1898 professor i tysk litteratur i Zürich. Han har — foruden en bog om sin fader — skrevet de fængslende erindringer om Gottfried Keller (Leipzig 1892), fremdeles Conrad Ferdinand Meyer, Leben und Werke (Stuttgart 1900), nogle digtsamlinger, det historiske sørgespil Erni Winkelried (Frauenfeld 1893) og Briefe I. V. v. Scheffels an Schweizer Freunde (Zürich 1898).
Han har bidraget til Kürschners Deutsche Nationallitteratur med udgaver af specielle klassiske Schweiz-digtere. Blandt hans senere bøger kan mærkes Neue Gedichte (1913), de historiske romaner Die Jungfer von Wattenwil (1912) og Bernhard Hirzel (1918). Et udvalg af hans lyrik udkom 1922.